# کندی مدوز (حوزه سرشماری)
کندی مدوز (به انگلیسی: Kennedy Meadows) یک منطقهٔ مسکونی در ایالات متحده آمریکا است که در شهرستان تولار، کالیفرنیا واقع شده‌است. کندی مدوز ۱۵٫۰۸۱ کیلومتر مربع مساحت و ۲۸ نفر جمعیت دارد و ۱٬۸۹۴٫۰۵ متر بالاتر از سطح دریا واقع شده‌است.